# François Chevaldonnet
François Chevaldonnet est un joueur d'échecs français, champion de France en 1976, né le 22 juillet 1950 à Reims et mort le 15 décembre 2016 à Besançon.
Il avait le titre de maître international dans trois catégories : comme joueur, comme solutionniste et comme joueur par correspondance.
Il termine premier ex aequo du championnat de France à Saint-Jean-de-Monts en 1976, puis remporte le match de départage, devançant Nicolas Giffard, Louis Roos, Roland Weil et Pierre Meinsohn.
Il est rédacteur en chef de la revue Europe Échecs à la fin des années 1990.

## Publications
- Les échecs : l'échec et mat à portée de tous, Minerva, 2001,  (ISBN 2-8307-0640-4).
- L'art de la combinaison, Payot, 2003,  (ISBN 2-2288-9662-4).